# Урочище Білашків
Урочище «Білашків» — ландшафтний заказник місцевого значення, об'єкт природно-заповідного фонду України. 
Оголошений відповідно до рішення 34 сесії Вінницької обласної ради 5 скликання від 25.10.2010 р. № 1138. Розташований на північно-західній околиці с. Соболівка Теплицького району Вінницької області, перебуває у віданні ВОКСЛП «Віноблагроліс». Площа 82,2 га.
Охороняється ділянка природного лісу, де переважають дубово-грабові насадження.